# Jorba
Jorba és un municipi de la comarca de l'Anoia. El municipi consta de 838 habitants (2014) i té una extensió de 31,03 km². Es creu que Jorba significa 'població poblada pels àrabs', encara que d'altres estudiosos creuen que es podria tractar del nom d'una càbila àrab. Fou centre d'una baronia, del vescomtat de Cardona, que també controlà Castellolí, la qual passà als Guimerà i als Híxer.
El municipi té dos nuclis de població principals: Jorba, que és el cap de municipi, i Sant Genís; també comprèn el veïnat de Traver i els antics hostals del Ganxo i de Castellví. Entre les masies representatives del poble hi ha l'antic Mas de la Sala (ara Can Cansalada; correspon a una vila rural de Sanla esmentada el 1012), les masies Can Blasi, Can Joveró, Can Llordella, Can Muntades i Cal Saboner. Jorba se situa dins els municipis centrals de la comarca i està delimitat des del nord i seguint el sentit de les agulles del rellotge amb: Copons, Rubió, Òdena, Igualada, Santa Margarida de Montbui, Sant Martí de Tous, Argençola i Veciana.
| Veciana            | Copons                     | Rubió    |
| Argençola          | Rosa dels vents            | Òdena    |
| Sant Martí de Tous | Santa Margarida de Montbui | Igualada |

## Geografia
- Llista de topònims de Jorba (Orografia: muntanyes, serres, collades, indrets..; hidrografia: rius, fonts...; edificis: cases, masies, esglésies, etc).

## Patrimoni arquitectònic i artístic
Jorba compta amb un total de 18 monuments inclosos dins l'Inventari del Patrimoni Arquitectònic de Catalunya, dels quals només un, el Castell de Jorba, actualment en obres per consolidació de les seves ruïnes, està catalogat com a Bé Cultural d'Interès Nacional per la Generalitat de Catalunya. Al carrer Major hi ha també Can Rovira de la Volta, casa pairal de la família de Ramon Rovira i Casanella, Josep Rovira i Bruguera i Francesc Rovira i Beleta, catalogada com a bé protegit del patrimoni arquitectònic del municipi. Entre els edificis dedicats al culte religiós n'hi ha dos dins del nucli de Jorba (la capella de Sant Sebastià i Sant Roc i l'església Sant Pere de Jorba) i un en el nucli de Sant Genís (Jorba) (l'església de Sant Genís); també compta amb diverses capelles disseminades pel terme municipal com l'Ermita de la Mare de Déu de la Sala, la capella de Sant Julià de les Alzinetes i Capella de Sant Salvador (en estat ruïnós).

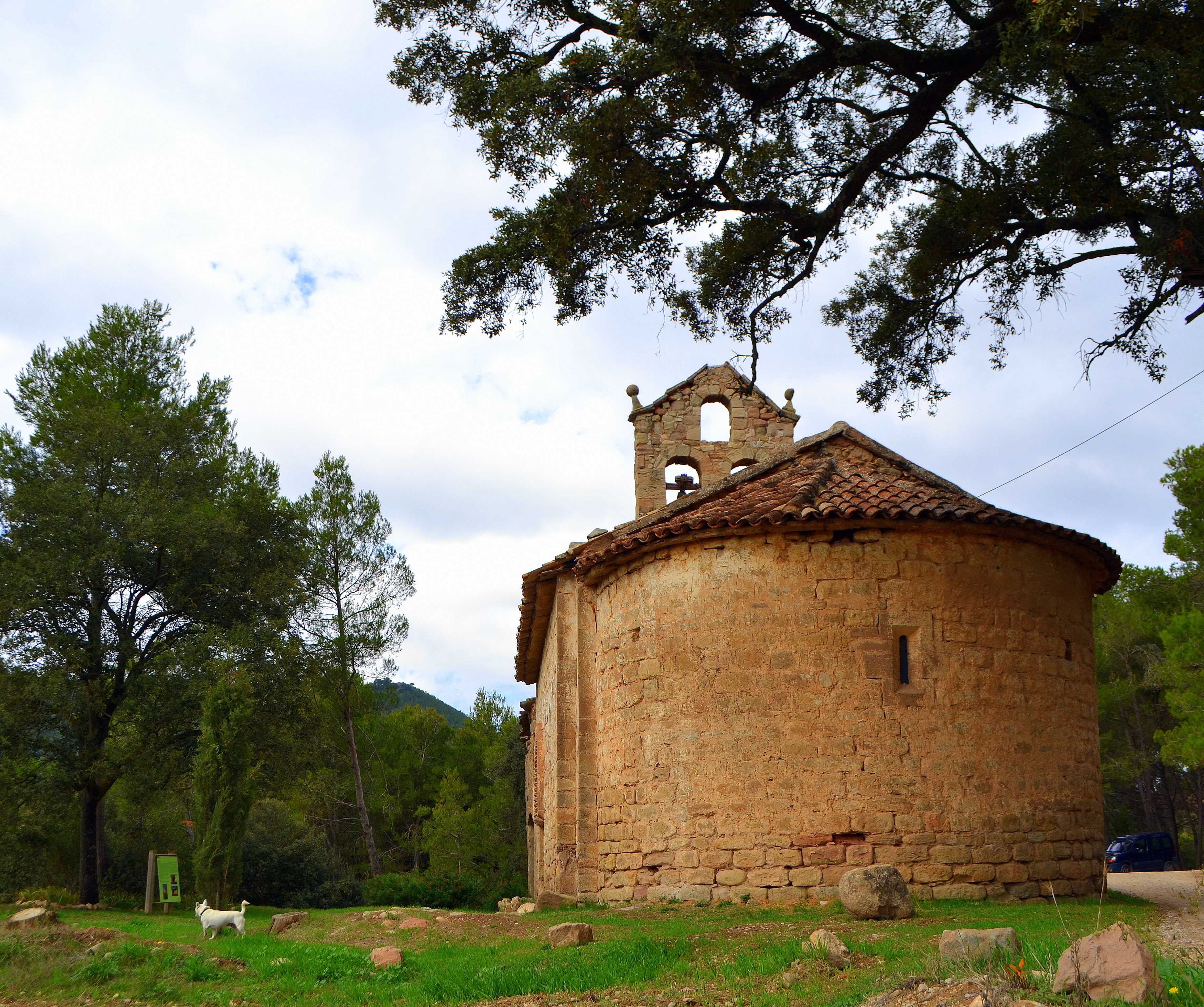
Santa Maria de la Sala (Jorba)
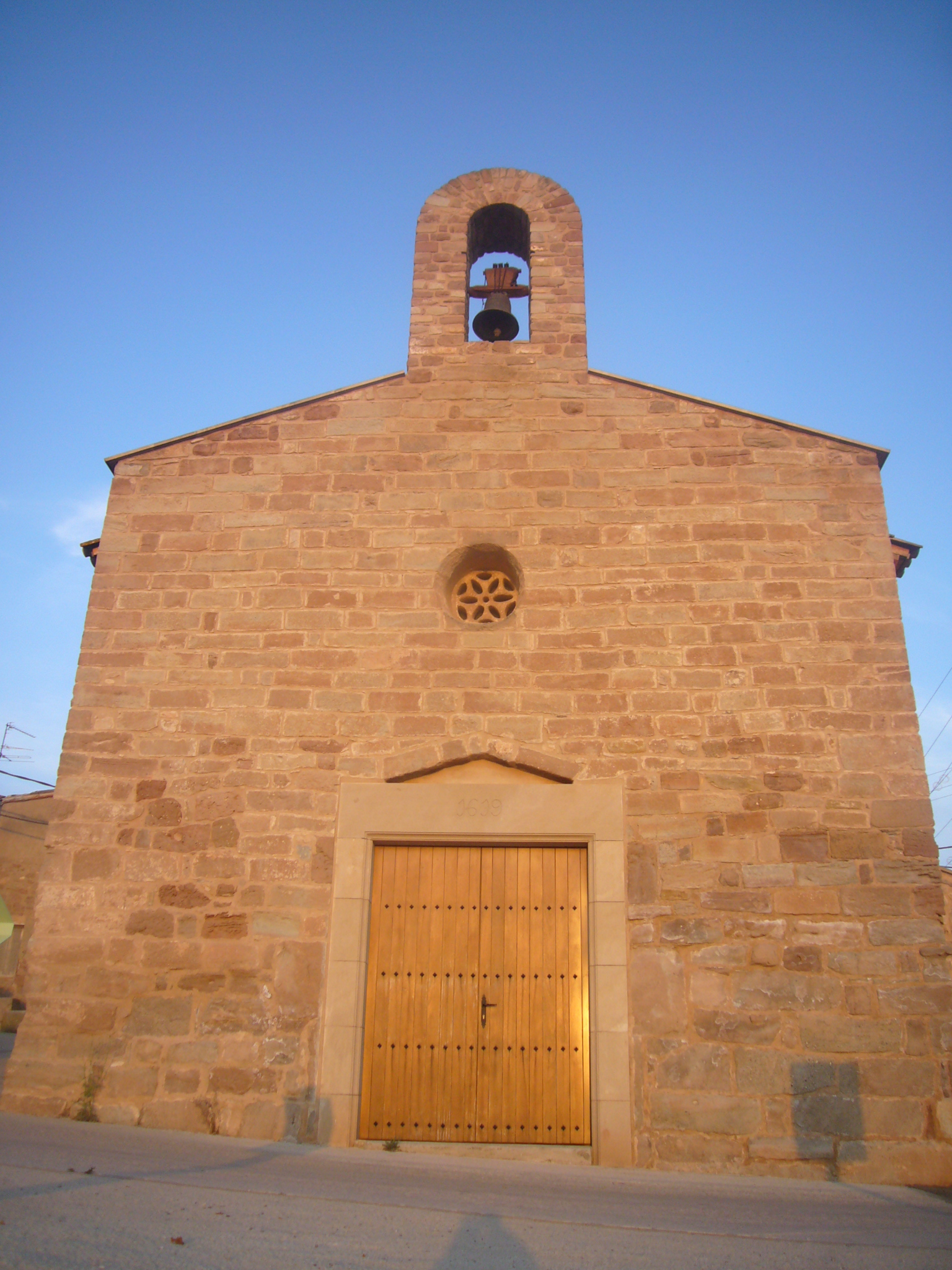
Església de Sant Genís (Jorba)
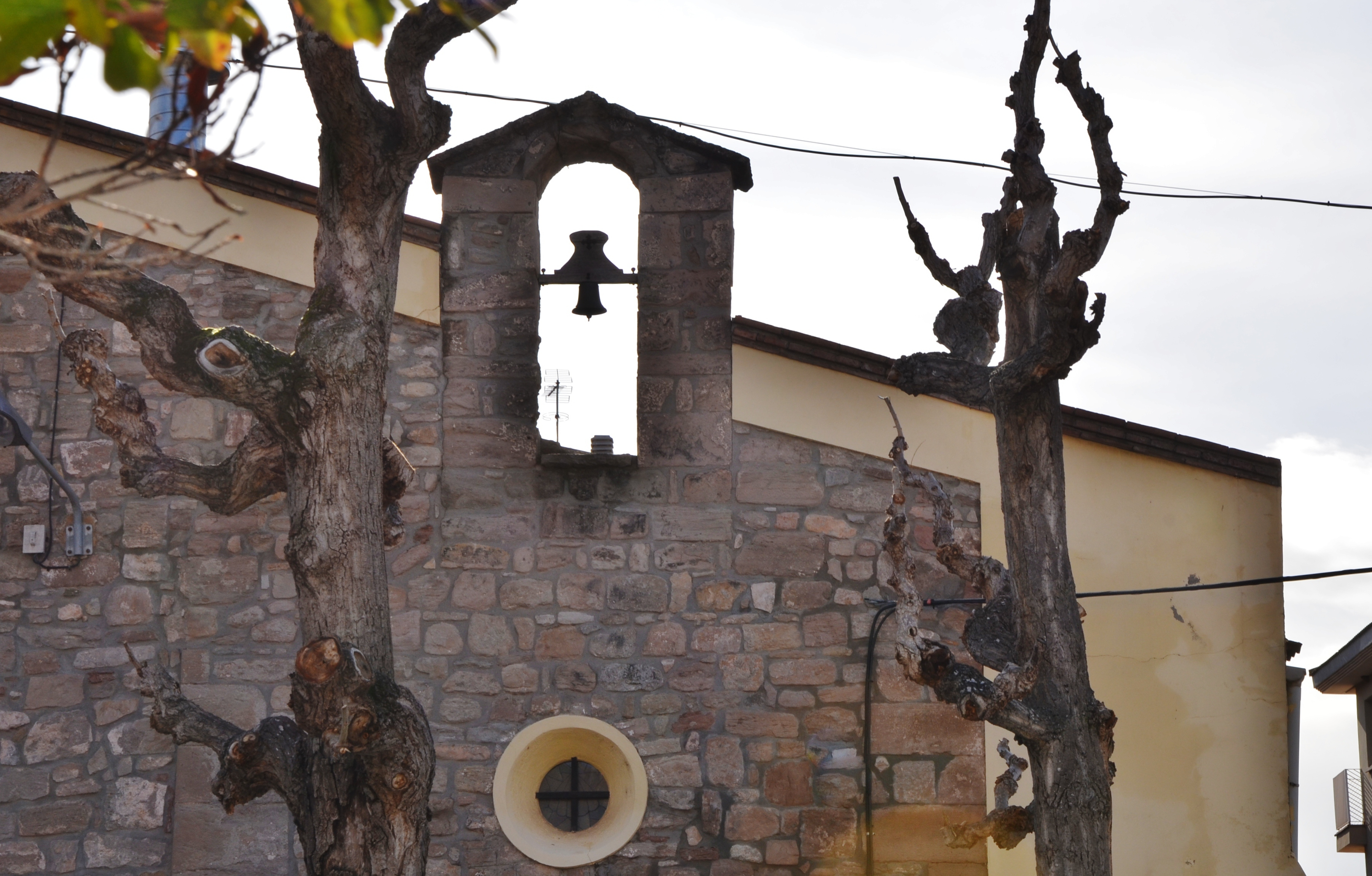
Capella de Sant Sebastià i Sant Roc

## Política i govern
L'ajuntament està situat al nucli de Jorba i actualment el governa Esquerra Republicana de Catalunya, amb David Sánchez al capdavant, i ostenta 4 dels 7 regidors electes; els altres tres regidors són de JxCat. Sant Genís té una junta on es prenen les decisions que afecten el nucli i on es porta la caixa i totes les activitats que s'hi realitzen.
| Període      | Nom de l'alcalde/-essa    | Partit polític | Data de possessió |
| ------------ | ------------------------- | -------------- | ----------------- |
| 1979 - 1983  | Joan Queralt i Domenech   | CiU            | 19/04/1979        |
| 1983 - 1987  | Joan Martí i Solsona      | CiU            | 23/05/1983        |
| 1987 - 1991  | Joan Martí i Solsona      | CiU            | 30/06/1987        |
| 1991 - 1995  | Joan Martí i Solsona      | CiU            | 15/06/1991        |
| 1995 - 1999  | Josep Torra i Mulet       | CiU            | 17/06/1995        |
| 1999 - 2003  | Marian Casellas Bonet     | Independents   | 03/07/1999        |
| 2003 - 2007  | Josep Maria Palau i Arnau | ERC            | 14/06/2003        |
| 2007 - 2011  | Josep Maria Palau i Arnau | ERC            | 16/06/2007        |
| 2011 - 2015  | Josep Maria Palau i Arnau | ERC            | 11/06/2011        |
| 2015 - 2019  | David Sànchez i Garcia    | ERC-AM         | 13/06/2015        |
| 2019 - 2023  | David Sànchez i Garcia    | ERC            | 15/06/2019        |
| Des del 2023 | n/d                       | n/d            | 17/06/2023        |

## Demografia
Segons dades del 2014 de l'INE, el municipi de Jorba comptava amb un total de 838 habitants el 2014. La població desglossada per nuclis de poblacions és del 2013 i recull que hi havia un total de 849 habitants, dels quals 514 corresponien a Jorba i 335 a Sant Genís.
| Entitat de població | Habitants (2023) |
| Jorba               | 510              |
| Sant Genís          | 318              |
| Font: Idescat       |                  |

| 1497 f | 1515 f | 1553 f | 1717 | 1787 | 1857 | 1877 | 1887 | 1900 | 1910 |
| ------ | ------ | ------ | ---- | ---- | ---- | ---- | ---- | ---- | ---- |
| 26     | 33     | 39     | 226  | 158  | 584  | 687  | 744  | 785  | 798  |

| 1920 | 1930 | 1940 | 1950 | 1960 | 1970 | 1981 | 1990 | 1992 | 1994 |
| ---- | ---- | ---- | ---- | ---- | ---- | ---- | ---- | ---- | ---- |
| 774  | 775  | 635  | 625  | 690  | 640  | 467  | 524  | 529  | 529  |

| 1996 | 1998 | 2000 | 2002 | 2004 | 2006 | 2008 | 2010 | 2012 | 2014 |
| ---- | ---- | ---- | ---- | ---- | ---- | ---- | ---- | ---- | ---- |
| 561  | 575  | 572  | 617  | 636  | 714  | 786  | 823  | 826  | 838  |

| 2016 | 2018 | 2020 | 2022 | 2024 | 2026 | 2028 | 2030 | 2032 | 2034 |
| ---- | ---- | ---- | ---- | ---- | ---- | ---- | ---- | ---- | ---- |
| 831  | 841  | 833  | 806  | 827  | -    | -    | -    | -    | -    |

## Cultura
Durant l'any el municipi celebra diferents festivitats als diversos nuclis de població:
- El 15 de maig se celebra la festa de Sant Isidre.
- L'últim cap de setmana de juliol hi ha la Festa Major de Jorba.
- El primer cap de setmana de setembre se celebra la Festa Major de Sant Genís.

A Sant Genís hi ha, com a bestiari, una geganta (Filomena), el gegant (Genís), un gall (Crestes), un capgròs (Torrada) i un grup de petits diables. Tot el bestiari està fet per la gent del poble.

## Entitats i associacions
El municipi compta amb vuit entitats i associacions en actiu: Unió Joventut Jorbenca, Centre Agrícola Sant Genís, l'Associació de gent gran de Jorba, l'Associació de mares i pares d'alumnes de l'Escola Jorba, Unió Esportiva Jorba, Societat de caçadors de Jorba, l'Agrupació de defensa forestal de Jorba i l'Espai Juga Jorba.

## Agermanaments
- Yorba Linda, Califòrnia, Estats Units[11]